# Liste der Kulturdenkmale in Mannichswalde

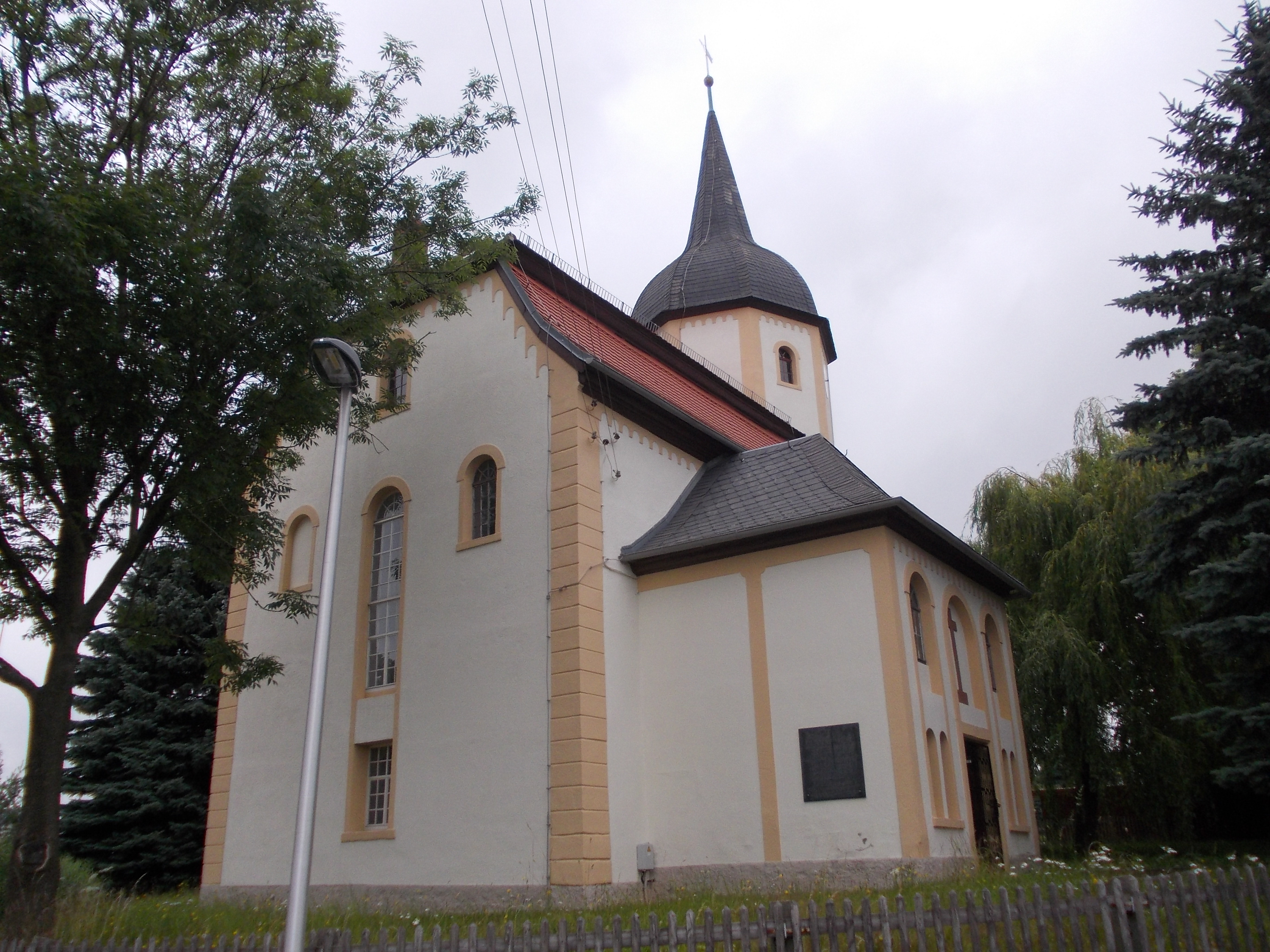
Die Kirche von Mannichswalde

Die Liste der Kulturdenkmale in Mannichswalde enthält die in der amtlichen Denkmalliste des Landesamtes für Denkmalpflege Sachsen ausgewiesenen Kulturdenkmale im Crimmitschauer Ortsteil Mannichswalde.

## Legende
- Bild: Bild des Kulturdenkmals, ggf. zusätzlich mit einem Link zu weiteren Fotos des Kulturdenkmals im Medienarchiv Wikimedia Commons. Wenn man auf das Kamerasymbol klickt, können Fotos zu Kulturdenkmalen aus dieser Liste hochgeladen werden:
- Bezeichnung: Denkmalgeschützte Objekte und ggf. Bauwerksname des Kulturdenkmals
- Lage: Straßenname und Hausnummer oder Flurstücknummer des Kulturdenkmals. Die Grundsortierung der Liste erfolgt nach dieser Adresse. Der Link (Karte) führt zu verschiedenen Kartendiensten mit der Position des Kulturdenkmals. Fehlt dieser Link, wurden die Koordinaten noch nicht eingetragen. Sind diese bekannt, können sie über ein Tool mit einer Kartenansicht einfach nachgetragen werden. In dieser Kartenansicht sind Kulturdenkmale ohne Koordinaten mit einem roten bzw. orangen Marker dargestellt und können durch Verschieben auf die richtige Position in der Karte mit Koordinaten versehen werden. Kulturdenkmale ohne Bild sind an einem blauen bzw. roten Marker erkennbar.
- Datierung: Baubeginn, Fertigstellung, Datum der Erstnennung oder grobe zeitliche Einordnung entsprechend des Eintrags in der sächsischen Denkmaldatenbank
- Beschreibung: Kurzcharakteristik des Kulturdenkmals entsprechend des Eintrags in der sächsischen Denkmaldatenbank, ggf. ergänzt durch die dort nur selten veröffentlichten Erfassungstexte oder zusätzliche Informationen
- ID: Vom Landesamt für Denkmalpflege Sachsen vergebene, das Kulturdenkmal eindeutig identifizierende Objekt-Nummer. Der Link führt zum PDF-Denkmaldokument des Landesamtes für Denkmalpflege Sachsen. Bei ehemaligen Kulturdenkmalen können die Objektnummern unbekannt sein und deshalb fehlen bzw. die Links von aus der Datenbank entfernten Objektnummern ins Leere führen. Ein ggf. vorhandenes Icon  führt zu den Angaben des Kulturdenkmals bei Wikidata.

## Mannichswalde
| Bild                                    | Bezeichnung                                                                                       | Lage                                     | Datierung                      | Beschreibung | ID       |
| --------------------------------------- | ------------------------------------------------------------------------------------------------- | ---------------------------------------- | ------------------------------ | --- | -------- |
| Direkt Bild zu diesem Denkmal hochladen | Wohnstallhaus eines ehemaligen Vierseithofes                                                      | Am Torteich 5 (Karte)                    | um 1650                        | Baugeschichtlich von Bedeutung, ein Fachwerkhaus mit altertümlicher Fachwerkkonstruktion (Andreaskreuze, Kopfstreben, Schiffskehlen). Mit geraden Andreaskreuzen, in jedem Gefach je zwei gerade Andreaskreuze, geblattete Kopfbänder, Blattsassen an Schwelle um ganzes Haus herum, Andreaskreuze an allen Hausseiten!, Erdgeschoss massiv unterfahren um 1920, keine Biehlerne Stube mehr, giebelseitiger Anbau, verlängertes Satteldach, Giebel. verbrettert | 09243016 |
| Direkt Bild zu diesem Denkmal hochladen | Häuslerhaus mit Schuppen (als Winkelhof)                                                          | Am Torteich 18 (Karte)                   | um 1800                        | Fachwerkhaus, sozial- und baugeschichtlich von Bedeutung. Giebel verkleidet, Satteldach, Giebel verkleidet, verschiedene Anbauten. | 09243017 |
| Direkt Bild zu diesem Denkmal hochladen | Häuslerhaus                                                                                       | Am Torteich 19 (Karte)                   | 2. Hälfte 18. Jahrhundert      | Sozial- und baugeschichtlich von Bedeutung, ein Fachwerkhaus mit altertümlicher Fachwerkkonstruktion (Thüringer Leiter). Ehemaliges Häuslerhaus mit Anbau, Fachwerk Obergeschoss, Satteldach. | 09243018 |
| Direkt Bild zu diesem Denkmal hochladen | Häuslerhaus                                                                                       | Am Torteich 23 (Karte)                   | um 1800                        | Fachwerkhaus, sozialgeschichtlich von Bedeutung. Angebauter Schuppen, Satteldach, rückseitiger Anbau – nicht störend. | 09243019 |
| Direkt Bild zu diesem Denkmal hochladen | Häuslerhaus                                                                                       | Am Torteich 25 (Karte)                   | 17. Jahrhundert                | Sehr altes Fachwerkhaus, baugeschichtlich und sozialgeschichtlich von Bedeutung. Gezapfte Fußstreben, sehr einfaches Fachwerk, Erdgeschoss zu große Fenster, Giebel verschiefert, Satteldach, alle Häuser am Torteich wichtig für Ortsbild, Nähe zu Teichen und zu ehemaligem Rittergut. | 09243020 |
| Direkt Bild zu diesem Denkmal hochladen | Wohnstallhaus und Stallgebäude eines Vierseithofes                                                | Am Torteich 26 (Karte)                   | um 1700 (Wohnhaus)             | Wirtschaftsgeschichtlich und baugeschichtlich von Bedeutung, ein Fachwerkbau (verschiefert) mit altertümlicher Fachwerkkonstruktion (Kopfstreben). - Stallgebäude: Mit Durchfahrt, - Wohnhaus: Geblattete Kopfbänder, Fachwerk teilweise verschiefert und verbrettert, teilweise verputzt, Erdgeschoss massiv unterfahren um 1930, zu große Fenster, an Kopfband Hakenverblattung. Seitengebäude kein Denkmal. | 09243021 |
| Direkt Bild zu diesem Denkmal hochladen | Wohnhaus und Scheune eines Vierseithofes                                                          | Am Torteich 29 (Karte)                   | 19. Jahrhundert                | Baugeschichtlich von Bedeutung, Fachwerk-Scheune, das Wohnhaus ein (baulich verändertes) ehemaliges Umgebindehaus. - Wohnhaus: Mit Resten des Umgebindes, Teil des Erdgeschosses massiv, Satteldach, Obergeschoss Fachwerk mit gezapften Streben, Giebel verputzt, Traufseite verschiefert, Erdgeschoss massiv zum großen Teil unterfahren, - Scheune: Nachträglich verlängert und wahrscheinlich mit Drempel erhöht, Denkmalwert geprüft und nicht bestätigt. | 09243022 |
| Direkt Bild zu diesem Denkmal hochladen | Wohnhaus eines Bauernhofes                                                                        | Blankenhainer Straße 4 (Karte)           | 1. Hälfte 18. Jahrhundert      | Sozialgeschichtlich und baugeschichtlich von Bedeutung, ein Fachwerkhaus. Giebel mit Schiffchenkehlen, auch an Schwelle des Dachgeschosses, Rautenornament, Schiffchenkehlen an Schwelle Obergeschoss, gezapfte Holzverbindungen, Erdgeschoss massiv unterfahren, traufseitiger Anbau, ein massiver Giebel modernisiert. | 09243023 |
| Direkt Bild zu diesem Denkmal hochladen | Häuslerhaus, als Hakenhof mit Schuppenanbau                                                       | Blankenhainer Straße 6 (Karte)           | um 1800                        | Zeit- und landschaftstypische Fachwerkbauten, sozialgeschichtlich und baugeschichtlich von Bedeutung. Nachträglicher überdimensionaler traufseitiger Anbau, Giebel verschiefert 1931. | 09243024 |
| Direkt Bild zu diesem Denkmal hochladen | Wohnhaus und Seitengebäude eines Dreiseithofes                                                    | Blankenhainer Straße 7 (Karte)           | 2. Hälfte 18. Jahrhundert      | Sozialgeschichtlich und baugeschichtlich von Bedeutung, Fachwerkbauten. Weit überkragende Dächer, Giebeldreiecke verbrettert, Erdgeschoss massiv und leicht verändert, Wohnhaus: zu große Fenster, traufseitiger Anbau, massives Vorhäuschen. | 09243025 |
| Direkt Bild zu diesem Denkmal hochladen | Häusleranwesen, mit angebautem Seitengebäude und Scheune                                          | Blankenhainer Straße 8 (Karte)           | um 1800                        | Städtebaulich, sozialgeschichtlich und baugeschichtlich von Bedeutung, Fachwerkbauten. Denkmalwert geprüft und bestätigt. | 09243026 |
| Weitere Bilder                          | Kirche mit Ausstattung                                                                            | Nischwitzer Straße (Karte)               | 17. Jahrhundert, im Kern älter | Ortsgeschichtlich, künstlerisch-architektonisch und baugeschichtlich von Bedeutung, im Barock überformter mittelalterlicher Sakralbau. 1676, 1684 und 1740 verändert, Chor eingezogen, gerade geschlossen, achtseitiger Turmaufsatz, in Chor und Schiff hölzerne Kassettendecke, umlaufende Emporen, Brüstung mit Blendarkatur, reicher Profilierung – 18. Jahrhundert, Taufbecken von 1829 aus Zinn, Bilderbibel von 1736. | 09243015 |
| Direkt Bild zu diesem Denkmal hochladen | Wohnstallhaus eines ehemaligen Vierseithofes                                                      | Nischwitzer Straße 6 (Karte)             | 1752                           | Hausgeschichtlich und baugeschichtlich von Bedeutung, ein Fachwerkhaus mit altertümlicher Fachwerkkonstruktion (Andreaskreuze mit geschweifter Raute in den Brüstungsfeldern, V-Streben). Fachwerk Obergeschoss und Dachgeschoss original erhalten, Satteldach, Erdgeschoss massiv unterfahren, strebenreiches Fachwerk im Obergeschoss, Schwelle und Rähm als „Band“ verbunden, im Dachgeschoss liegender Stuhl mit Kehlbalken, geblatteten Bändern, Raumaufteilung im Obergeschoss mit Gang und Kammern erhalten, im ehemaligen Schlafzimmer Stuckdecke, einfache Verzierung wahrscheinlich um 1925, ein Giebel verschiefert, ansonsten fachwerksichtig, jedes Gefach mit Strebe, sehr schmale Gefache, unter jedem Fenster Fachwerkornament: gerades Andreaskreuz mit halbrunden Hölzern in Ecke des Gefaches, Fenster im Obergeschoss original, sechsteilig, Teil der Fenster wahrscheinlich aus ehemaliger Blockstube in Obergeschoss versetzt in Schlafzimmer. Ein als Denkmal dazugehörendes Seitengebäude (Stall) wurde 1997 abgebrochen.                                                              | 09243029 |
| Direkt Bild zu diesem Denkmal hochladen | Denkmal für die Gefallenen des Ersten Weltkrieges                                                 | Nischwitzer Straße 6 (gegenüber) (Karte) | nach 1918 (Kriegerdenkmal)     | Ortsgeschichtlich von Bedeutung. Stand bis 2009 irrtümlich unter Flurstücksnummer 42 in der Denkmalliste. | 09243028 |
| Direkt Bild zu diesem Denkmal hochladen | Wohnstallhaus (Umgebindehaus), Stallgebäude (mit Oberlaube) und Seitengebäude eines Vierseithofes | Nischwitzer Straße 9 (Karte)             | um 1680 (Wohnhaus)             | Wirtschaftsgeschichtlich und baugeschichtlich von Bedeutung, Fachwerkbauten, das Wohnhaus ein Umgebindehaus mit altertümlicher Fachwerkkonstruktion (geschweifte Andreaskreuze, V-Streben). - Wohnhaus: Fachwerk Obergeschoss, Erdgeschoss massiv, verlängert, älterer Teil mit drei geschweiften Andreaskreuzen, gezapfte Streben, Schiffchenkehlen an Schwelle, diese über Rähm überkragend, Umgebinde mit Ständern, gezapften Kopfbändern, Spannriegel mit Eselsrückenmotiv verziert, Biehlerne Stube erhalten, Satteldach, weit überkragend, Dachluke, Reste der älteren Bohlenstube – die ursprüngliche wahrscheinlich im Stallgebäude teilweise verbaut, - Stall: Mit sechsbogiger Oberlaube, Satteldach, Holzdecke im Erdgeschoss, massiv unterfahren, nachträglich verlängert, wahrscheinlich mit K-Streben, Fachwerk Obergeschoss verkleidet auf Straßenseite, - Seitengebäude: Eventuell noch Ständerbau, Blattsassen Funktion nicht eindeutig bestimmbar, Hinweise auf geblattete Kopfbänder, nachträglich verlängert, alte Fenstergröße erhalten, Kniestockkonstruktion, am Giebel Lehmflechtwerk. | 09243030 |
| Direkt Bild zu diesem Denkmal hochladen | Villa                                                                                             | Thonhausener Straße 2 (Karte)            | 1900                           | Baugeschichtlich von Bedeutung, ein Gründerzeitbau (Klinkerfassade) mit straßenbildprägendem Turm. Klinkermischbauweise, gelber Klinker, einfacher Bau, Originalzustand, auch Innenausstattung erhalten, unter Tonhausener statt Thonhausener Straße erfasst. | 09243031 |
| Direkt Bild zu diesem Denkmal hochladen | Häuslerhaus (Umgebindehaus)                                                                       | Thonhausener Straße 3 (Karte)            | 1. Hälfte 18. Jahrhundert      | Sozialgeschichtlich und baugeschichtlich von Bedeutung, strebenreiches Fachwerk-Obergeschoss, eines der seltenen Umgebindehäuser. Fachwerk Obergeschoss, gezapfte Streben, Schiffchenkehlen an Schwelle, Schwelle vorkragend über Rähm, Erdgeschoss teilweise massiv, Umgebinde teilweise erhalten, traufseitiger Anbau, unter Tonhausener statt Thonhausener Straße erfasst. | 09243032 |
| Direkt Bild zu diesem Denkmal hochladen | Scheune eines Bauernhofes                                                                         | Thonhausener Straße 15 (Karte)           | um 1800                        | Wirtschaftsgeschichtlich und baugeschichtlich von Bedeutung, ortsbildprägender Fachwerkbau. Ortsbildprägend, unter Tonhausener statt Thonhausener Straße erfasst. | 09243033 |